# Távolító ideg

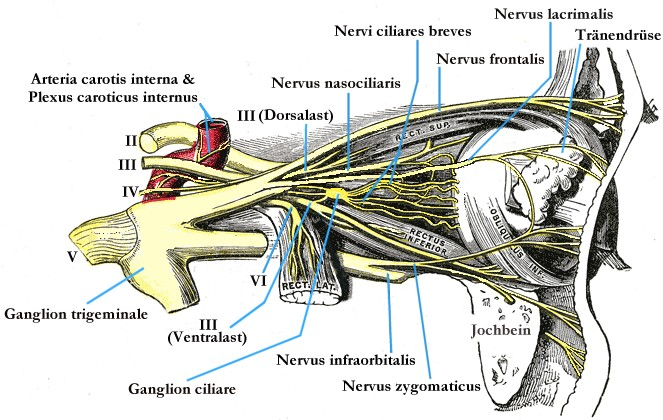
A szemüreg idegei oldalnézetben. Az abducens VI-osként jelölve a m. rectus lateralis kihajtott csonkján.

A távolító ideg (nervus abducens) (VI. agyideg) egy kis motoros ideg, amely az oldalsó egyenes szemizmot idegzi be. Egyetlen szemizmot beidegző apró mozgatóideg. Az agyideg kis motoros magja a negyedik agykamra felső részének aljzata alatt helyezkedik el, a középvonalhoz közel. A mag afferens corticonuclearis rostokat kap mindkét agyféltekétől. Közvetve a látókéreg is összeköttetésben van a maggal. Szintén kap rostokat a medialis hosszanti kötegből (fasciculus longitudinalis medialis), amely összeköti a harmadik, a negyedik, és a nyolcadik agyidegek magjaival. Az ideg rostjai elől áthaladnak a hídon, és a központi idegrendszerből a híd alsó széle és a nyúltvelő közötti barázdában lépnek ki. Előre fut a barlangos vénás öblön (sinus cavernosuson) keresztül, az agy fő belső verőere (arteria carotis interna) alatt, és attól oldalt. Az ideg a felső szemgödri hasadékon keresztül lép be a szemüregbe. Tisztán motoros ideg, az oldalsó egyenes szemizmot idegzi be, így a szem oldalirányú kitérését kontrollálja.